# Selina Giles
Selina Giles (* 5. März 1972 in England) ist eine britische Theater- und Filmschauspielerin.

## Leben
Giles begann Anfang der 1990er Jahre durch das Mitwirken in einer Episode der Fernsehserie Die Abenteuer des jungen Indiana Jones mit dem Schauspiel. Es folgten weitere Episodenrollen in verschiedenen Fernsehserien. 2005 war sie in einer Nebenrolle im Film V wie Vendetta zu sehen. 2007 hatte sie neben Jean-Claude Van Damme eine der Hauptrollen in Until Death. Von 2017 bis 2018 verkörperte sie im Netflix Original Greenhouse Academy die Rolle der Ryan Woods.
Giles ist auch als Theaterdarstellerin tätig und spielte schon auf Bühnen wie dem Singapore Repertory Theatre, dem Tabard Theatre oder dem Jermyn Street Theatre.

## Filmografie
- 1993: Die Abenteuer des jungen Indiana Jones (The Young Indiana Jones Chronicles) (Fernsehserie, Episode 2x19)
- 1994: Crocodile Shoes (Mini-Serie, 2 Episoden)
- 1995: Highlander (Fernsehserie, Episode 3x18)
- 1995: Restoration – Zeit der Sinnlichkeit (Restoration)
- 1995: Bugs – Die Spezialisten (Bugs) (Fernsehserie, Episode 4x10)
- 1999: The Adventures of Young Indiana Jones (Fernsehserie, Episode 3x01)
- 2000: Randall & Hopkirk – Detektei mit Geist (Randall & Hopkirk (Deceased), Fernsehserie, Episode 1x01)
- 2000: Dark Realm (Fernsehserie, Episode 1x06)
- 2001: The Savages (Fernsehserie, Episode 1x03)
- 2001: The Truth Game
- 2002: Black Books (Fernsehserie, Episode 2x02)
- 2004: Piccadilly Jim
- 2005: Beneath the Skin (Fernsehfilm)
- 2005: V wie Vendetta (V for Vendetta)
- 2005: Cross-Eyed Waltz
- 2006: Peppermint
- 2006: Jam
- 2006: I Shouldn’t Be Alive (Fernsehserie, Episode 2x06)
- 2007: Until Death
- 2007: Holby Blue (Fernsehserie, Episode 1x06)
- 2007: St. Urbain’s Horseman (Mini-Serie, 2 Episoden)
- 2009: Personal Affairs (Mini-Serie, Episode 1x01)
- 2009: Hotel Babylon (Fernsehserie, Episode 4x01)
- 2012: The Thompsons
- 2013: The Dumping Ground (Fernsehserie, Episode 1x12)
- 2014: The Confusion of Tongues
- 2014: The Dragons of Camelot
- 2015: Pickled (Kurzfilm)
- 2017: Stan Lee’s Lucky Man (Fernsehserie, Episode 2x08)
- 2017–2018: Greenhouse Academy (Fernsehserie, 10 Episoden)
- 2018: Open 24 Hours
- 2019: Old Beginnings (Kurzfilm)
- 2020: Pan Tau (Fernsehserie)